# پرنیل بلوم

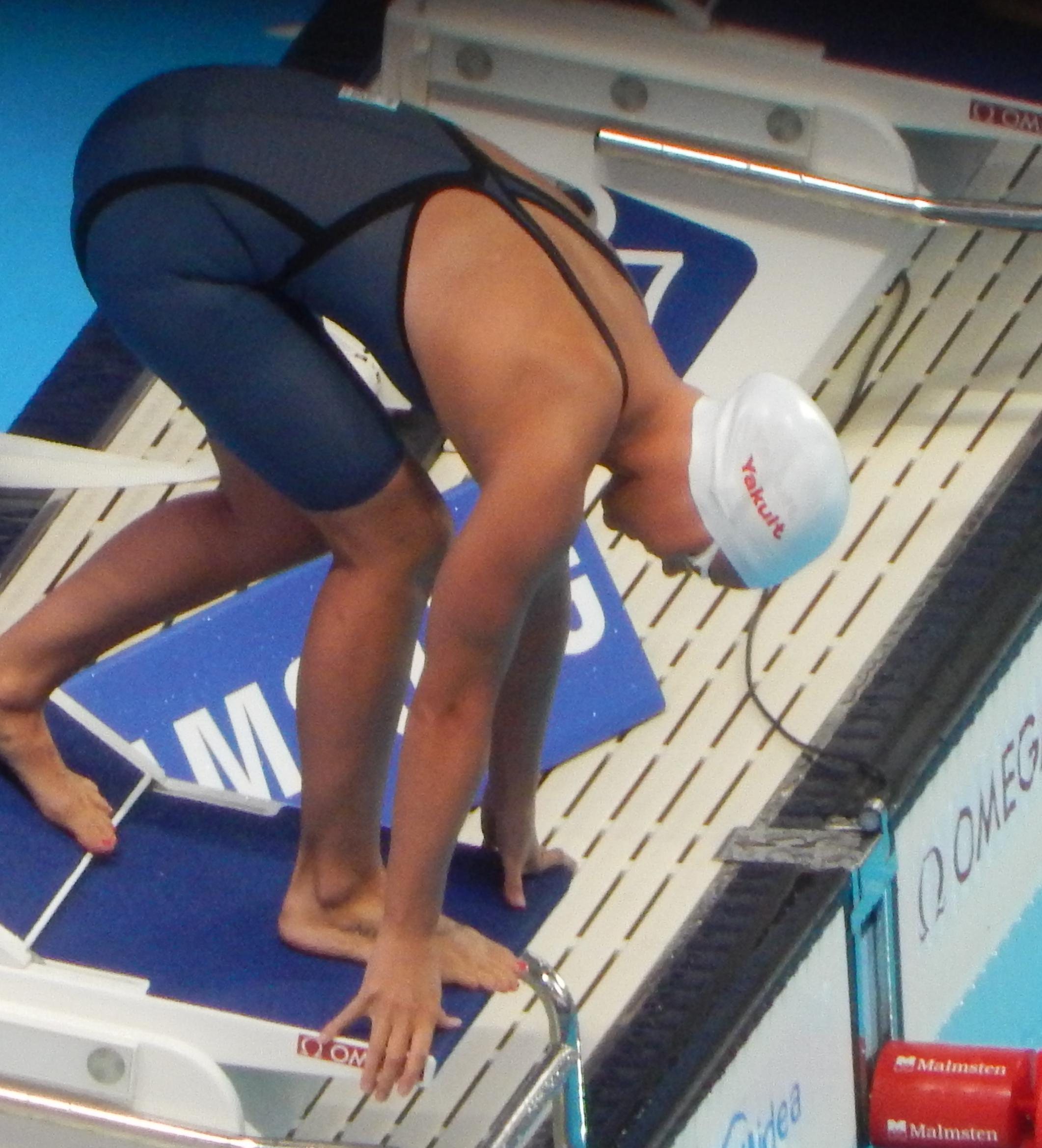
پرنیل بلوم - ۲۰۱۵

پرنیل بلوم (به انگلیسی: Pernille Blume) (زادهٔ ۱۴ مهٔ ۱۹۹۴) شناگر اهل دانمارک است.